# Stazione meteorologica di Poggio Mirteto
La stazione meteorologica di Poggio Mirteto è la stazione meteorologica di riferimento relativa alla località di Poggio Mirteto.

## Coordinate geografiche
La stazione meteorologica si trova nell'Italia centrale, nel Lazio, in provincia di Rieti, nel comune di Poggio Mirteto, a 242 metri s.l.m. alle coordinate geografiche 42°16′N 12°41′E.

## Dati climatologici
Secondo i dati medi del trentennio 1961-1990, la temperatura media del mese più freddo, gennaio, è di +4,4 °C, mentre quella dei mesi più caldi, luglio e agosto, si attesta a +22,3 °C .
| Poggio Mirteto     | Mesi | Mesi | Mesi | Mesi | Mesi | Mesi | Mesi | Mesi | Mesi | Mesi | Mesi | Mesi | Stagioni | Stagioni | Stagioni | Stagioni | Anno |
| Poggio Mirteto     | Gen  | Feb  | Mar  | Apr  | Mag  | Giu  | Lug  | Ago  | Set  | Ott  | Nov  | Dic  | Inv      | Pri      | Est      | Aut      | Anno |
| ------------------ | ---- | ---- | ---- | ---- | ---- | ---- | ---- | ---- | ---- | ---- | ---- | ---- | -------- | -------- | -------- | -------- | ---- |
| T. max. media (°C) | 7,6  | 8,8  | 12,3 | 15,8 | 19,1 | 23,7 | 27,2 | 27,2 | 23,6 | 18,1 | 12,8 | 8,8  | 8,4      | 15,7     | 26,0     | 18,2     | 17,1 |
| T. min. media (°C) | 1,2  | 2,4  | 4,7  | 7,4  | 10,9 | 14,6 | 17,4 | 17,3 | 15,1 | 10,7 | 6,0  | 2,6  | 2,1      | 7,7      | 16,4     | 10,6     | 9,2  |